# Monte di Malo
Monte di Malo ist eine nordostitalienische Gemeinde (comune) mit 2824 Einwohnern (Stand 31. Dezember 2023) in der Provinz Vicenza in Venetien. Die Gemeinde liegt etwa 19 Kilometer nordwestlich von Vicenza.

## Trivia
Nach dem Ortsteil Priabona ist das Erdzeitalter Priabonium (37,2–33,9 Millionen Jahre vor heute) benannt.

## Persönlichkeiten
- Camillo Camilli (1703–1754), Geigenbauer